# 오은철
오은철(1994년 2월 28일 ~)은 대한민국의 작곡가, 피아니스트, 음악감독이다.

## 방송
- 슈퍼밴드2 (2021) - 우승

## 음반
- 출국 (Original Motion Picture Soundtrack) (2018)
- 드라마 '터치' OST (2020)
- 연인 (The Lovers for Oboe, Clarinet, and Piano) (2020)
- 슈퍼밴드2 - Episode.8 (2021)

### 크랙실버
- 슈퍼밴드2 - Episode.14 (2021)
- 불후의 명곡 - 아티스트 백두산 유현상 편 (2021)

## 작곡/편곡
- 코리안 심포니 오케스트라 - 파란마음 하얀마음 (2021) - 편곡
- 코리안 심포니 오케스트라, 문정재 - 하늘나라 동화 (2021) - 편곡
- 코리안 심포니 오케스트라, 임선혜 - 반달 (2021) - 편곡
- 오은철 - Love Letter (2020) - 작곡
- 오은철 - Peaceful Field (2020) - 작곡
- 오은철 - It's Impossible (2020) - 작곡
- 오은철 - Let's get it (2020) - 작곡

## 공연
- 정동극장 양준모의 오페라데이트 (2020)
- 브런치 콘서트 <여행시간> 5월 (2021)
- 포미니츠 (2021)
- 포르테 디 콰트로 언플러그드 콘서트 더 클래식 (2021)
- 어썸 뮤직 페스티벌 시즌 3 (2021)

## 영화
- 유리정원 (2017) - 작곡
- 출국 (2018) - 작곡
- 전 부치러 왔습니다 (2019) - 음악
- 데이타임 문 (2019) - 음악

## 수상
- 제18회 입춘콩쿠르 피아노 부문 입상
- 제3회 국민일보 영산아트홀 실내악 콩쿠르 입상